# Long Term Incentive
Ein Long-Term-Incentive-Plan (LTI-Plan) ist ein betriebswirtschaftliches Programm zur Bindung und Motivation von Führungspersonal und besonders begabten oder wichtigen Mitarbeitern durch Schaffung langanhaltender Leistungsanreize. Analog zum LTI ist für etwas schneller wirkende, also auf mittlere Sicht angelegte Anreizprogramme der Begriff Mid-Term-Incentive (MTI) gebräuchlich.
Ursprünglich entwarf das deutsche Unternehmen SAP ein Modell zur Erfolgsbeteiligung, das die Ausgabe von Aktienoptionen und Wandelschuldverschreibungen an ausgewählte Teile der Belegschaft beinhaltet. Inzwischen sind LTI bzw. MTI als Teil der Vergütung von Managern und anderen Angestellten weithin verbreitet.
Begründet wird die Funktion von LTI zum Beispiel durch die Prinzipal-Agent-Theorie, nach der ein Eigentümer (Prinzipal) langfristiges Interesse an Gewinnen aus seinem unternehmerischen Handeln hat. Damit sein Mitarbeiter (Agent) dasselbe Interesse verfolgt und nicht etwa zugunsten kurzfristiger Eigeninteressen handelt, sind langfristige Anreize sinnvoll. Dazu gehört neben erfolgsabhängigen Boni auch ein LTI-Plan.

## Einzelnachweis
1. ↑  
Joachim Schwalbach: Vergütungsstudie 2011. (PDF) Vorstandsvergütung, Pay-for-Performance und Fair Pay DAX30-Unternehmen 1987–2010 (PDF). Humboldt-Universität zu Berlin, 2011, abgerufen am 7. Mai 2014.